# Chorizo
Chorizo (spanska: [tʃoˈriθo]), chouriço (portugisiska: [ʃoˈɾisu]), xoriço (katalanska: [ʃuˈɾisu]) är en typ av korv från iberiska halvön som framförallt görs av fläskkött.
Spansk chorizo görs vanligen av fläsk och späck och har ofta stark smak då den kryddas med torkad rökt paprika (pimentón) som även ger den dess karakteristiska röda färg. Beroende på typ av paprikapulver delas korven in i stark (picante) och söt (dulce). Det finns en mängd regionala varianter – rökta, lufttorkade, med och utan vitlök samt med olika kryddningar.
Även portugisisk chouriço finns i många varianter. Exempel: Chouriço de Manu med vinmarinerat kött och vitlök samt rökt över ved av stenek. Chouriço de Sangue, även kallad Morcela, med späck, grisblod och kryddor. En variant från Alentejo skållas innan rökning vilket ger korven en karakteristisk vit yta. Chouriço de Cebola av fläskkött, späck, grisblod, paprikapulver och lök.
Förutom i Spanien och Portugal finns chorizo i Mellan- och Sydamerika samt på Filippinerna. På senare tid har chorizon blivit populär i stora delar av världen. 
I Mexiko används ibland nötkött och där är korven oftast finmalen. Ordet chorizo används även för själva innehållet, som säljs och används utan omslutning. Produkten är som en smaksatt köttfärs som används stekt i tacos, burritos, tortas och blandad med äggröra till frukost. Det finns även grön chorizo, smaksatt med koriander, tomatillo och grön chili i varierande proportioner.